# Pantanal bolivien

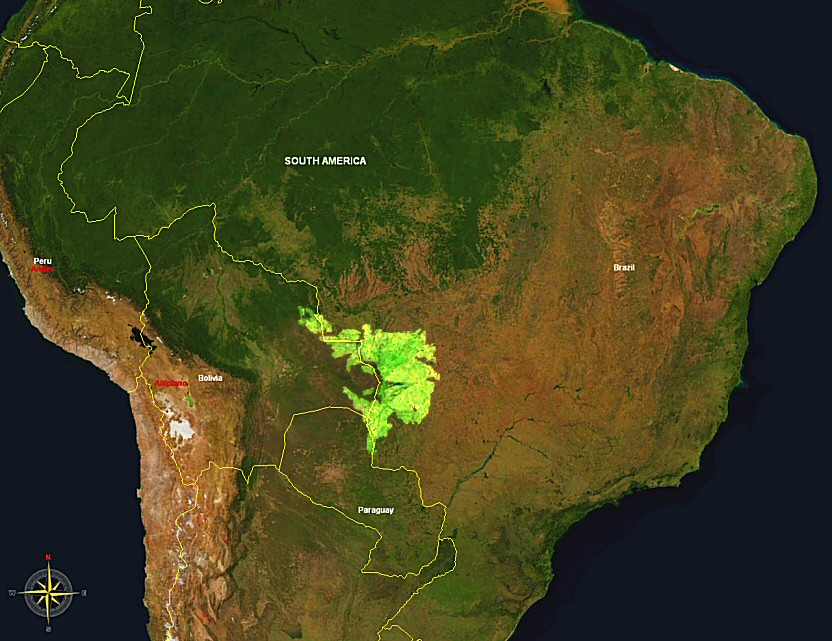
Carte situant le Pantanal au Brésil, Paraguay et Bolivie.

Le Pantanal bolivien est la partie bolivienne du Pantanal, qui se répartit entre Brésil, Paraguay et Bolivie. Le pantanal bolivien occupe une superficie de 31 899 km², soit une étendue supérieure à celle de la Belgique, et a une grande importance écologique car c'est une mosaïque très complexe de lacs, de lagunes, de marais, de rivières, et de savanes inondées, de palmeraies, de forêts sèches et de collines. 
Le Pantanal bolivien régule le cycle des inondations et des sécheresses dans une grande partie de l'est bolivien. Il est l'habitat de grandes quantités d'espèces végétales et animales. Il héberge ainsi au moins 197 espèces reconnues de poissons, plus de 70 espèces d'amphibiens et de reptiles, plus de 300 espèces d'oiseaux et plus de 50 espèces de grands mammifères.
L'ensemble du Pantanal est à la base et constitue l'origine principale du Río Paraguay.
Le Pantanal bolivien est beaucoup plus riche en diversité biologique, car bien moins altéré, que les parties brésiliennes de ce dernier. Dans le site, on trouve également le bosque Chiquitano (forêt des Chiquitos - nom d'un peuple amérindien), une grande superficie de forêt sèche, qui est aussi la plus intacte du monde. 
Depuis le 17 septembre 2001, le Pantanal bolivien est reconnu site Ramsar.